# Angelo Ambrogini Poliziano
Angelo Poliziano (Montepulciano, 1454. július 14. – Firenze, 1494. szeptember 24.) olasz, latin és görög nyelven alkotó reneszánsz polihisztor, költő, drámaíró.

## Élete
Poliziano költői nevét szülőhelyéről, Montepulcianóról alkotta meg. 1469-ben a firenzei Studio hallgatója lett, Marsilio Ficino, Cristoforo Landino, Andronico Callisto hatására kezdett epigrammákat írni. 1471-ben lefordította az Iliasz második könyvét latinra, és Lorenzo de’ Medicinek ajánlotta, 1471-től ógörög nyelvű epigrammaköltészettel is kísérletezett. 1475-től il Magnifico személyi titkáraként és fia, Pietro nevelőjeként tevékenykedett. Careggi tartózkodása idején latinra fordította Epiktétoszt. 1477-ben pappá szentelték és a Szent Pál apostol temploma priorjává, később a Firenzei dóm kanonokjává nevezték ki. 1480 farsangjára írta meg legismertebb remekét, a Favola di Orfeo c. pásztordrámát, melyet a mantovai udvarban mutattak be. 
Ugyanebben az évben került Firenzébe, ahol görögöt és latint oktatott az egyetemen, számos fordítása, didaktikus költeménye keletkezett ez idő tájt. Szövegkiadásai is jelentősek, egyetemi előadásai is fennmaradtak, melyek pótolhatatlan forrásai a pedagógiatörténetnek és a reneszánsz klasszikus filológiának. Halálának évében 12 könyvbe rendezte leveleit. Vonásait Domenico Ghirlandaio a firenzei Szentháromság-templom Sassetti-kápolnájában festett nevezetes freskója őrzi. Szerepel Linda Proud A Tabernacle for the Sun c. regényében is (Godstow Press, 2005). A rossz nyelvek szerint halálát egy tüdőgyulladás okozta, amelyet akkor szerzett, amikor egyik nevezetes fiúszerelmének esőben adott szerenádot. Giovanni Pico della Mirandola is szerelmei közé tartozott. 
A legújabb kutatások szerint Polizianót 1494-ben Mirandolával együtt arzénnal megmérgezték, feltehetően Piero de’ Medici parancsára.

## Fő művei

### Olasz nyelven
- Orfeo – pásztorjáték Vergilius és Ovidus Orpheusz-történetének felhasználásával. Magyarul Simon Gyula tolmácsolásában olvasható
- Stanzák – epikus igényű, kalandos magasztaló költemény. Főhőse: Giuliano de Medici. A főhős halála miatt a mű befejezetlen maradt. Magyarul Simon Gyula tolmácsolásában olvasható.
- Daloskönyv – olasz, illetve toszkán dalok, madrigálok gyűjteménye

### Latin nyelven
- Sylva in scabiem – monumentális didaktikus költemény a költészet lényegéről és értelméről
- Pactianae coniurationis commentarium– a Pazzi-összeesküvésről szóló kommentár (1478)
- Manto – Vergilius szinte epikus szélességű magasztalása
- Rusticus – eposz a falusi létről, illetve a mezőgazdaságról Vergilius Georgicájának modorában
- Ambra – didaktikus kiseposz, mely különösen a toszkán táj megjelenítése miatt kimagasló. Homérosz ünneplését (eulogium) is tartalmazza
- Nutricia – didaktikus kiseposz és megverselt tanácsok az antik szerzők olvasásával és értelmezésével kapcsolatosan. Irodalmi tárgyú bölcseleti alkotás.
- Panepistemon, Lamia – oktatási segédanyagok
- Miscellaneorum centuria – egyetemi előadások, szövegkommentárok, kritikai észrevételek
- Epigrammák – ragyogó példái a Martialis-kultusznak. Mátyás királyhoz is irt egy felirat-epigrammát. Versei közt több erotikus színezetű is található.

### Görög nyelven
- Epigrammák – számos homoerotikus költemény Sztratón modorában.

## Magyarul
- Stanzák. Le stanze / Orfeusz története. Fabula di Orfeo; ford. Simon Gyula; Eötvös, Bp., 2003 (Eötvös klasszikusok)
- Levelek. I-IV. könyv; ford., bev., jegyz. Frazer-Imregh Monika; KRE–L'Harmattan, Budapest, 2024 (Károli könyvek. Műfordítás, forrás)